# روبرت شو (فيزيائي)
روبرت شو (بالإنجليزية: Robert Shaw)‏ هو فيزيائي أمريكي، ولد في 19 يوليو 1946 في بوسطن في الولايات المتحدة.